# St. Markus (Silberborn)

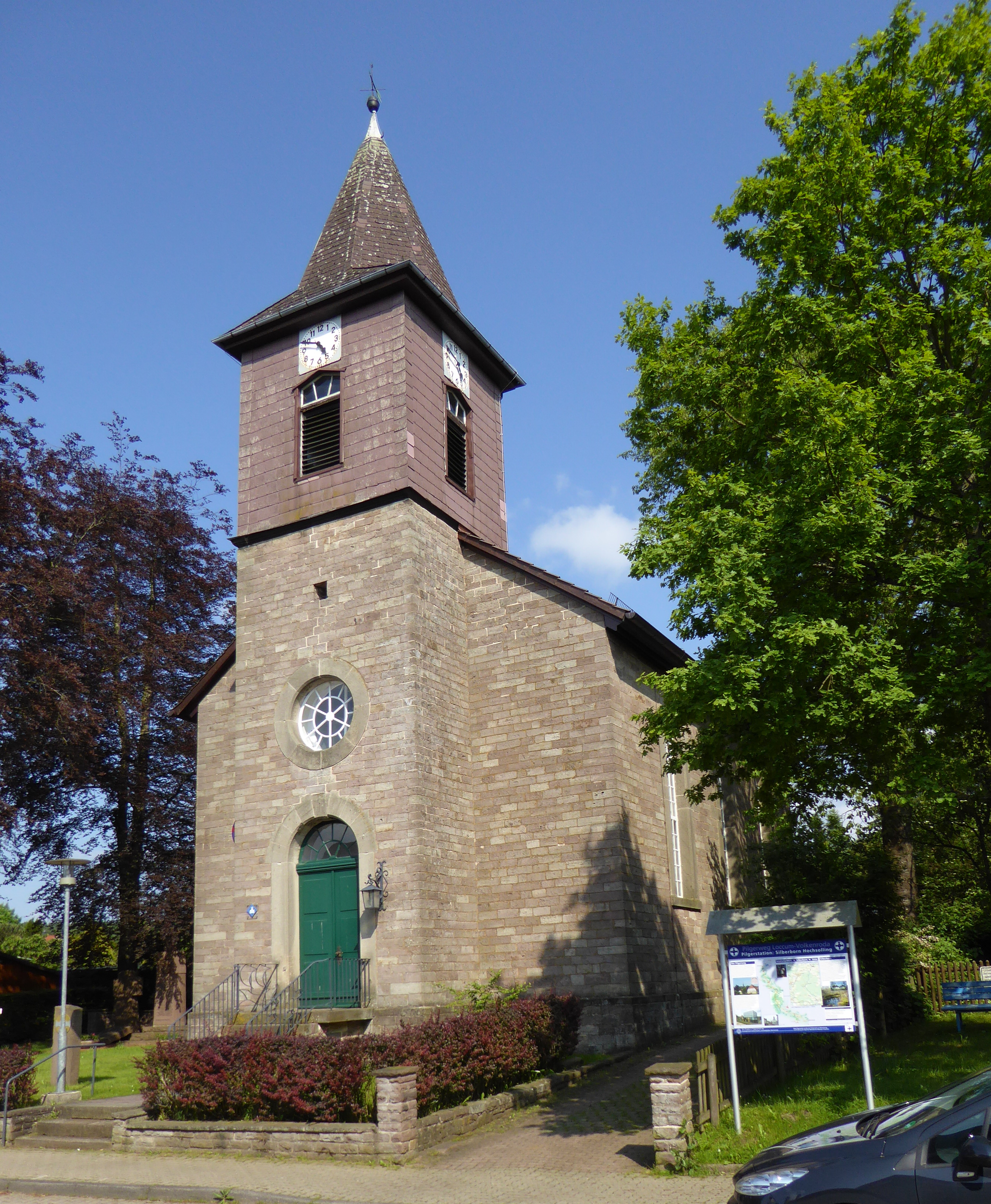
St. Markus in Silberborn

Die Kirche St. Markus ist die evangelisch-lutherische Kirche von Silberborn, einem Ortsteil von Holzminden in Niedersachsen. Die Kirchengemeinde gehört zur Gemeinde der Christuskirche in Neuhaus im Solling im Kirchenkreis Holzminden-Bodenwerder im Sprengel Hildesheim-Göttingen der Evangelisch-lutherischen Landeskirche Hannovers.

## Geschichte
Der Gründung einer Glashütte im Solling im Jahre 1742 folgte 1765 die Anlage der Kolonie „Silberborn“. 1771 erhielt die Ansiedlung ihre erste Kapelle, die 1860 durch den jetzigen Kirchenbau ersetzt wurde. Nach den Vorgaben des Eisenacher Regulativs von 1859 wurde dieser als dreijochige, in ihrem Innern flachgedeckte Saalkirche mit vorgesetztem Turm und polygonaler Apsis erbaut. In stilistischer Hinsicht folgt der als Sandsteinquaderbau ausgeführte Kirchenbau den Gestaltvorstellungen des gleichzeitigen Rundbogenstils.